# 金沢倶楽部
株式会社金沢倶楽部（かなざわくらぶ）は、かつて石川県金沢市に本社を置いていた日本の出版社、広告代理店。

## 概要
都市情報などの雑誌発行が主な事業。主力の月刊誌は『Clubism』、『金澤』。東京に支社を置き、東京のエンタテインメント情報の記事を全国のタウン誌を中心に配信を行っていた。また、広告代理業を行い、新聞・テレビ・ラジオ等の広告制作もしていた。インターネットでは、情報サイト「金沢日和」の運営も行っていた。
2004年12月期には約18億3200万円の売上高があったものの、フリーペーパーなど競合誌の増加や広告単価の下落などにより営業環境が悪化。2018年12月期には対2004年期の半分以下となる8億1000万円まで減少し、赤字を計上した。さらに、2020年には新型コロナウイルスの影響で広告出稿が進まなかったことから、2020年4月20日までに事業を停止し、事後処理を弁護士に一任。同年5月26日に金沢地方裁判所から破産手続開始決定を受けた。負債は約6億円。

## 主な出版物
事業停止とともに出版物は廃刊となった。以下の雑誌のうち、上位2誌が経営破綻直前まで発行していた。
- 雑誌
  - Clubism[1][3] : 金沢を中心とした北陸のタウン情報雑誌。読者は10代後半 - 30代の男女。
  - 金澤[1][3] : 金沢の文化誌。読者は30代 - 50代の男女。
  - 幸せのかたち : 金沢のシニア向けフリーマガジン。読者は60代 - の男女。
  - 美しい星（休刊） : 金沢のシニア向け雑誌。読者は50代 - の男女。
- 書籍
  - やっぱり、金沢はおいしい。（2009年6月20日発売）
  - シネマレストラン（2009年2月20日発売）
  - みんなのラブホ（2008年12月20日発売）
  - しあわせのかおり写真集（2008年9月20日発売）
  - 北陸の建築家たち（2008年9月20日発売）
  - けんいちろうの片町ナイト2008★2009（2008年7月30日発売）
  - 金沢ランチ（2008年4月20日発売）
  - 金沢カフェ帖（2008年3月20日発売）
  - THE北陸ラーメン（2007年12月20日発売）
  - 茫々酒中日誌
  - 金沢満腹大図鑑
  - 金沢はおいしい。
  - 徳大寺有恒のオトコの心得